# Ольшанов, Николай Ефимович
Николай Ефимович Ольшанов (1895, Порецкое, Владимирская губерния — неизвестно) — каменщик треста «Мосжилстрой», лауреат Сталинской премии.

## Биография
Родился в 1895 г. в селе Порецкое Владимирской губернии в семье каменщика-отходника.
С 1910 года работал в Москве на стройке сначала подносчиком кирпича, с 1914 г. — каменщиком. В советское время — в тресте «Мосжилстрой» (в 1923—1931 гг. «Мосстрой»).
В 1948 г. уложил 1005 тысяч кирпичей — на 88 процентов больше годовой нормы. В 1949 г. принял обязательство уложить 1250 тысяч кирпичей. Личный рекорд — 1920 кирпичей за час.
Предложил и первый применил звеньевой метод работы «пятёрка»: каменщик и 4 подсобника.

## Награды и звания
- Сталинская премия 3 степени (1950 год) — за разработку и внедрение высокопроизводительных методов кирпичнокладочных работ.